# طبیعت بی‌جان (آلبوم)
| بررسی انتقادی | بررسی انتقادی |
| منبع          | رتبه‌بندی      |
| ------------- | ------------- |
| آل‌میوزیک      | 4/5 ستاره     |

طبیعت بی‌جان (به انگلیسی: Still Life) چهارمین آلبوم گروه موسیقی اپث است. این آلبوم در سال ۱۹۹۹ منتشر شد.

## درباره آلبوم
این آلبوم نخستین عرضهٔ گروه است که توسط پیس‌ویل رکوردز پس از قطع همکاری با کندل‌لایت رکوردز و سنچری بلک عرضه می‌شود. بمانند بیشتر آلبوم‌های اپث این آلبوم نیز آمیزه‌ای از پراگرسیو راک و دث متال است و همانند آلبوم قبل گروه، آغوش من، نعش‌کش تو، یک آلبوم مفهومی است. به گفته مایکل آکرفلدت خواننده و ترانه‌سرای گروه این آلبوم دارای تم شیطانی نیست هرچند یک نم ضد مسیح در آن وجود دارد.
طبیعت بی‌جان نخستین آلبوم است که مارتین مندز به عنوان بیسیست با گروه آلبومی را ضبط می‌کند و نخستین آلبومی است که لوگوی گروه بر روی جلد آلبوم گنجانده می‌شود.

## فهرست ترانه‌ها
1. The Moor
2. Godhead's Lament
3. Benighted
4. Moonlapse Vertigo
5. Face of Melinda
6. Serenity Painted Death
7. White Cluster